# Judy Cornwell
Judy Cornwell, född 22 februari 1940 i Hammersmith i London, är en brittisk skådespelare.
Mest känd är hon för rollen som Daisy i den populära brittiska TV-serien Keeping Up Appearances (på svenska: Skenet bedrar).

## Filmografi
- 1985 – Jultomten
- 1987 – Ett rop på frihet
- 1990–1995 – Skenet bedrar (TV-serie) (huvudroll, 44 avsnitt)
- 1992 – Miss Marple (TV-serie)
- 1995 – Övertalning
- 1999 – Maria, Jesu mor